# Cabo Miseno
El cabo Miseno es la punta extrema de la península Flegrea que señala el confín entre el golfo de Pozzuoli y el canal de Procida, en la inmediata vecindad de la bahía de Miseno, en la comuna de Bacoli, Italia. Ofrece una espléndida vista del golfo de Nápoles y de las islas de Isquia y Procida. 
Tiene un faro muy importante para la navegación costera nocturna.

## Características naturales

### Geomorfología

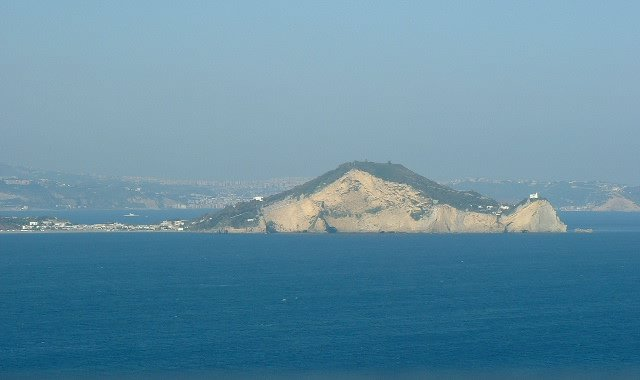
El cabo Miseno visto desde la isla de Procida. A la izquierda Miseno y la playa Miliscola, que por tierra une el promontorio con la zona continental.

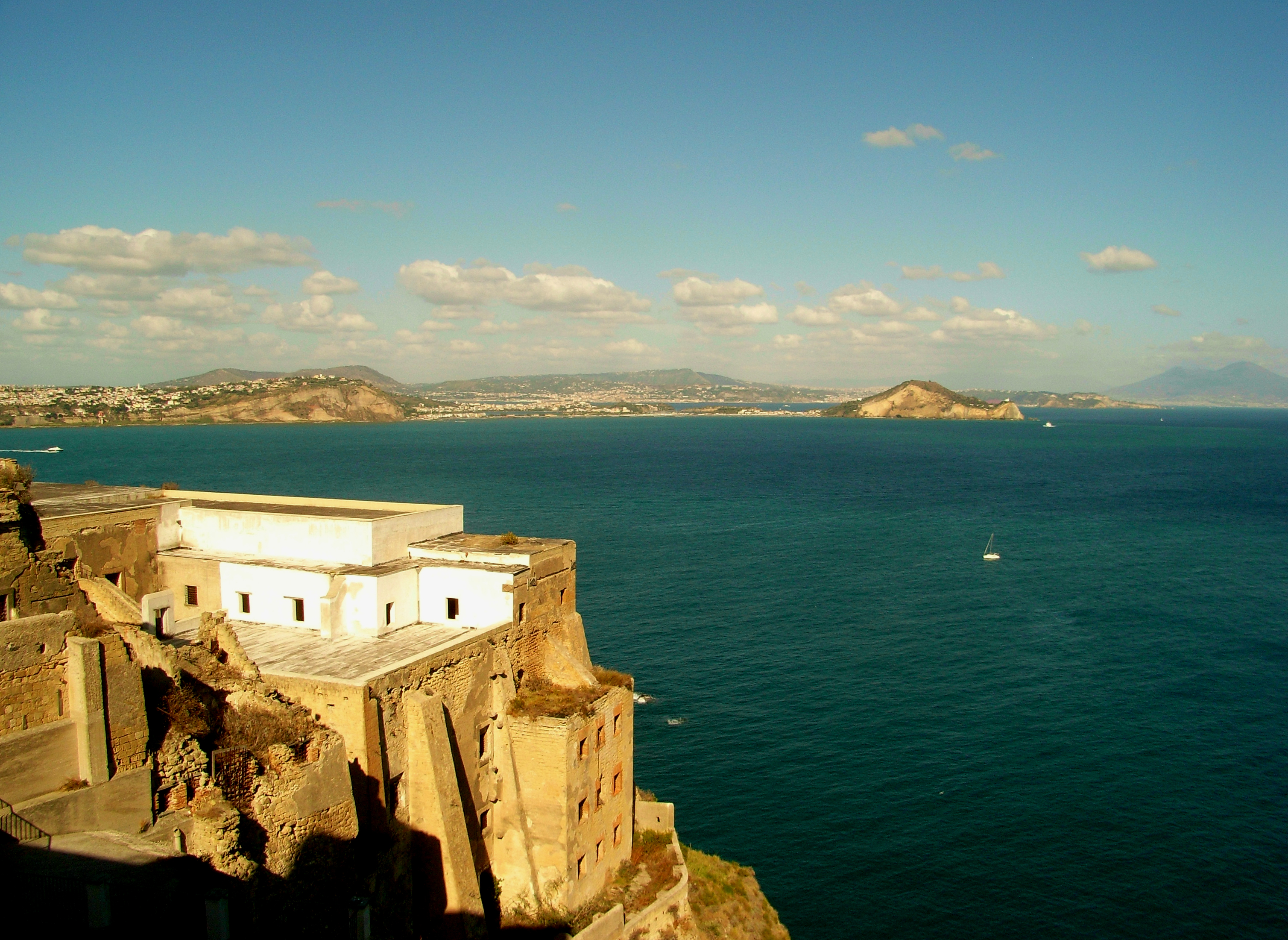
Vista del cabo Miseno desde la isla de Procida.

El Cabo Miseno tiene una altura de 164 metros, bien reconocible en todo el Golfo de Pozzuoli. Desde lejos se reconoce por su forma de tronco cónico; en la planta tiene un aspecto piriforme, con la cumbre hacia el sur. Presenta una ensenada hacia oeste, alcanzable sólo desde el mar, llamada Cala Moresca.
Es el resto de un antiguo volcán que formaba parte de los Campos Flégreos, fechado entre 35.000 y 10.500 años atrás. Situado en un único eje junto a otros dos volcanes que se encuentran más al norte y que se pueden datar en la misma época, constituidos uno por el puerto de Miseno, mientras que el otro volcán forma todo el relieve que caracteriza el centro antiguo de Bacoli, desde Punta del Poggio y Piscina Mirabile hasta Centocamerelle.
La antigua caldera del volcán de Cabo Miseno está situada hacia el sur, en la zona del faro, donde termina la calle que sube el monte, tras haberlo atravesado por un túnel. La caldera es particularmente visible desde el mar. Una vista privilegiada se puede alcanzar yendo desde Pozzuoli hasta las islas de Procida e Isquia, que costea el Cabo Miseno: la caldera se reconoce por su forma de valle semicircular, similar a un anfiteatro natural. En las partes más profundas de ella se han construido villas privadas rodeadas de jardines.
Desde el punto de vista geológico Cabo Miseno está formado por toba volcánica que a tres lados cae sobre el mar; la parte superior está cubierta de la ceniza típica de los Campos Flegreos. Solo hacia septentrión, donde el cabo está unido a tierra firme, hay una pendiente en parte boscosa, en parte cultivada con viñas, que baja desde la cima del monte hasta el pueblo de Miseno, situado a sus pies.

### Vegetación
La vegetación de Cabo Miseno tiene características diversas en cada zona. Hacia el norte presenta en las partes bajas terrazas cultivadas de viñedos, frutales (sobre todo limoneros) y verduras, mientras en las pendientes más altas se encuentra un tupido bosque. Hacia el sur reina la maquia mediterránea. Se han encontrado también: árboles como los robles pubescentes, olivos y encinas; arbustos como escobones (Cytisus scoparius), aliagas (Calicotome spinosa), lentiscos; plantas herbáceas como el asfodelo, la esparraguera silvestre, el carrizo (Phragmites communis), cardos del género Carduus, las jaras (Cistus salvifolius), la lechetrezna (Euphorbia pinea), la Cañaheja (Ferula communis), el ombligo de Venus, el puerro silvestre, la zarzaparrilla, la cineraria y alhelí encarnado.
En la cima de Cabo Miseno hay también algunas plantas no endémicas, plantadas algunos años atrás por personas que no sabían de la importancia de respetar la flora local sobre todo cuando esta es espontánea. Así hay también: agaves, eucaliptos y Carpobrotus (Mesembryantemum spp.).

## El mito
El nombre de Miseno se conecta con el mito presente en la Eneida de Virgilio. En el libro VI Eneas, siguiendo el consejo de París (hermano de Héctor) llega a Cumas para encontrarse con la Sibila con el fin de obtener algún consejo sobre su futuro e indicaciones sobre el destino que lo espera. Llegado a las costas de Cumas, en el templo de Apolo, Eneas se encuentra con la Sibila que, invadida por el dios, le predice que en el Lacio encontrará guerras y sangre. Eneas pide a la Sibila que lo acompañe a los Campos Elíseos, pero ella le responde que esto no es posible si antes no encuentra el ramo de oro donde Proserpina y sepulta a su compañero Miseno, fallecido.
Miseno era el trompetista de Eneas. Había desafiado a Tritón en el sonido de la tromba y en castigo había sido arrojado al mar donde había perecido. Eneas, tras encontrar su cadáver que había sido llevado a la playa por las olas, prepara su sepultura bajo un inmenso túmulo (el Cabo Miseno), grandiosa tumba para su compañero.
Acto seguido, Eneas encuentra el ramo de oro que lleva a la Sibila; efectuados los oportunos sacrificios a las divinidades infernales, en el Averno Eneas, acompañado por la Sibila, desciende a los infiernos donde encuentra a su padre Anquises que le muestra las almas de sus descendientes, que esperan para reencarnarse en un cuerpo nuevo.

## Visita

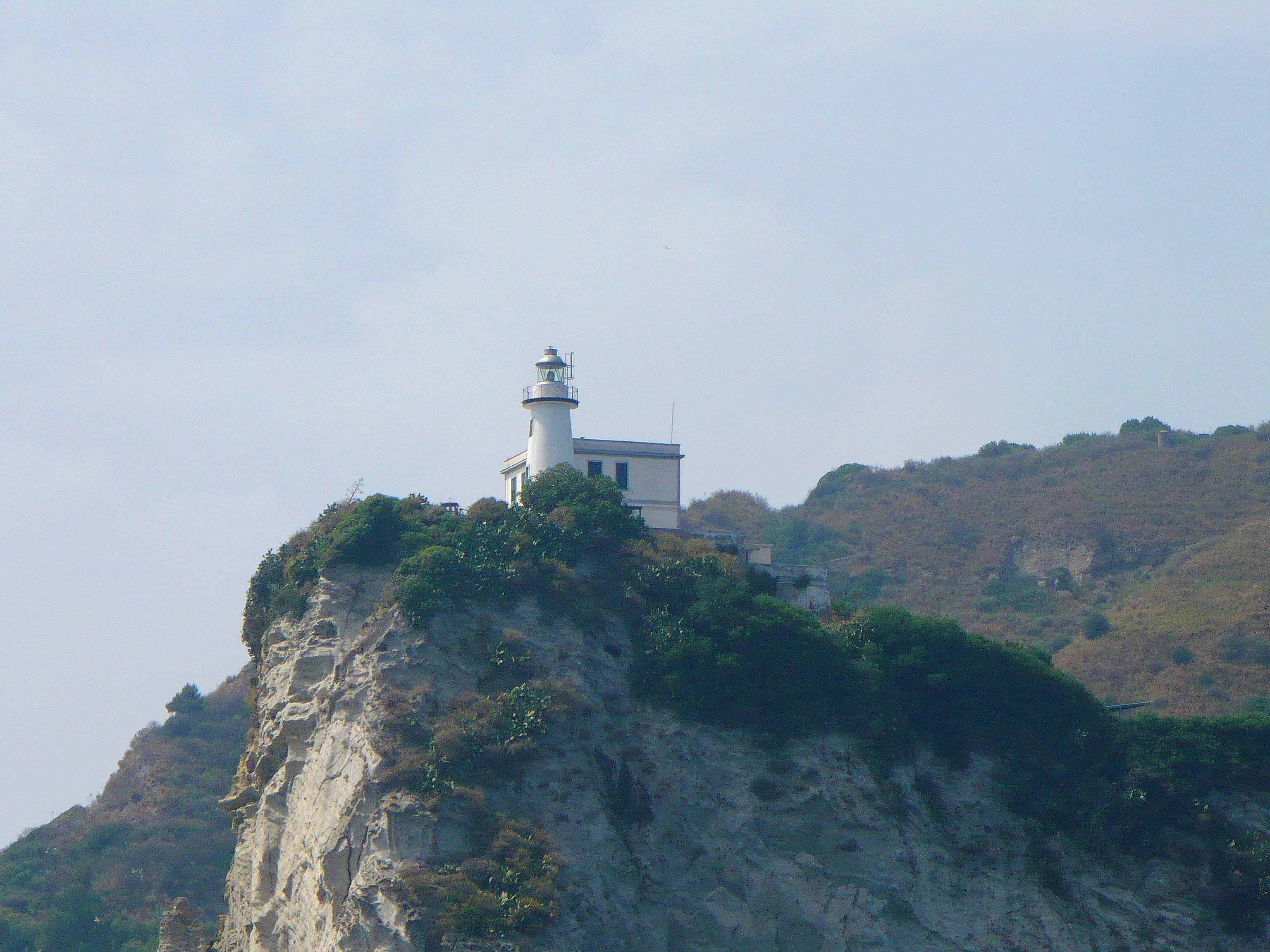
El faro del cabo.

Hacia el Cabo Miseno sube una vía asfaltada entre viejas villas, residenciales, cortijos y ruinas romanas. El camino atraviesa el monte con un túnel moderno y termina en una terraza que tiene una vista al golfo de Pozzuoli, cerca del faro.
Desde esta terraza (situada a unos 65 metros sobre el nivel del mar) es posible alcanzar a pie la cima del Cabo Miseno gracia a un sendero realizado con bloques de piedra, que asciende por la pendiente de la antigua caldera del volcán; este sendero ofrece una vista del Arcipiélago campano. Otro sendero más corto, se trazó por las pendientes septentrionales, a partir del lado del túnel. Este camino alternativo pasa por la zona boscosa que, siendo allí bastante cerrada, no permite las vistas panorámicas antes de que se llegue a la cima.
Los dos senderos fueron restaurados por la Associazione Amici di Miseno y por la guardia forestal que se preocupa de la manutención, sobre todo cortando la vegetación que periódicamente crece en el lugar.
A lo alto del Cabo, la vegetación es lozana y más bien selvática; a veces incluso se pueden dificultar las excursiones, pues la flora espontánea puede llegar a alcanzar el metro y medio de altura. Sin embargo, existen senderos y está vivamente recomendado el seguirlos, pues en el terreno perduran diversas instalaciones y construcciones varias de la Segunda Guerra Mundial donde se puede caer al no poder mirar dónde se pisa.

## Galería de imágenes
|                                                        |
| Cabo Miseno con la playa de Miliscola y el Lago Miseno |

|                                           |
| Cabo Miseno con el faro en el extremo sur |

|                                               |
| El puerto de Miseno, antiguo cráter volcánico |

|                                                 |
| Cabo Miseno, lo que queda de la antigua caldera |